# Renault Type EU

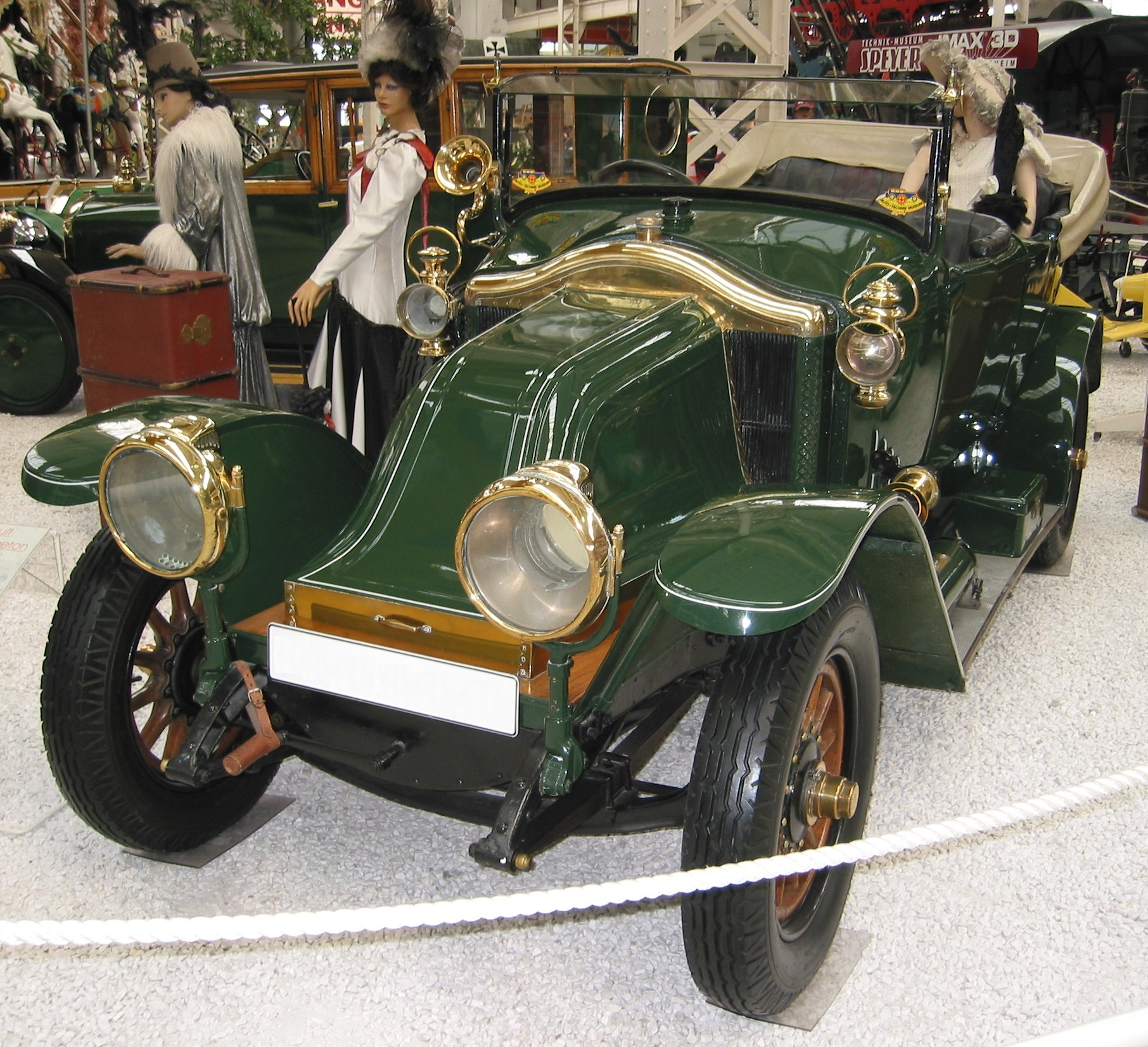
Renault Type EU Tourenwagen im Technik-Museum Speyer

Der Renault Type EU war ein früher Personenkraftwagen von Renault. Er wurde auch 12 CV genannt.

## Beschreibung
Die nationale Zulassungsbehörde erteilte am 25. Januar 1917 seine Zulassung. Dies war das einzige Renault-Modell, das sowohl während als auch nach dem Ersten Weltkrieg gefertigt wurde. Vorgänger war der Renault Type EF. 1921 endete die Produktion. Der Renault Type JM wurde der Nachfolger.
Ein wassergekühlter Vierzylindermotor mit 80 mm Bohrung und 140 mm Hub leistete aus 2815 cm³ Hubraum 15 PS. Die Motorleistung wurde über eine Kardanwelle an die Hinterachse geleitet. Die Höchstgeschwindigkeit war je nach Übersetzung mit 38 km/h bis 64 km/h angegeben.

### Bis 1918
Bei einem Radstand von 306 cm und einer Spurweite von 134 cm war das Fahrzeug 431,5 cm lang und 161,5 cm breit. Der Wendekreis war mit 11 Metern angegeben. Das Fahrgestell wog 800 kg. Überliefert sind nur Pick-up und Kastenwagen.

### Ab 1919
Nun betrug der Radstand 335 cm. Die Fahrzeuge waren 456 cm lang und 161 cm breit. Das Leergewicht war mit 1600 kg angegeben. Ein besonders niedriges Fahrgestell war etwa 20 cm länger. Eine andere Quelle nennt 310,5 cm Radstand, 134 cm Spurweite, 437,1 cm Fahrzeuglänge und 161,5 cm Fahrzeugbreite für das normale Fahrgestell sowie 334,5 cm Radstand und 456 cm Fahrzeuglänge bei identischer Spurweite und Fahrzeugbreite für das niedrige Fahrgestell. Überliefert sind Tourenwagen, Limousine und Landaulet.
Am 1. September 1919 kostete das normale Fahrgestell 18.000 Franc, ein Tourenwagen vom Werk 23.000 Franc und das niedrige Fahrgestell 19.800 Franc. Die überlieferten Preise vom März 1921 lauten: 24.000 Franc für das normale Fahrgestell, 29.000 Franc für den Tourenwagen, 34.000 Franc für eine Limousine mit offenem Fahrerabteil, 35.000 Franc für eine Limousine und 25.000 Franc für das niedrige Fahrgestell.
RM Auctions versteigerte am 12. Oktober 2012 einen weißen Torpedo von 1919 für 49.500 US-Dollar. In der Cité de l’Automobile – Musée National – Collection Schlumpf in Mülhausen stehen ein roter Tourenwagen und eine Limousine von 1920.